# Kama (gerecht)
Kama (Estisch) of talkkuna (Fins) is een mengsel van geroosterd gerst-, rogge-, haver-, erwten- en bonenmeel. Afhankelijk van de locatie varieert het mengsel. Soms wordt de havermout volledig vervangen door bloem of meel of worden er zwarte bonen toegevoegd.
Kama is een typisch gerecht van de Finse of de Estse keuken. Tegenwoordig wordt kama gebruikt voor desserts. In Estland wordt het meestal gegeten als ontbijt, gemengd met melk, karnemelk of kefir. Vaak wordt er ook suiker toegevoegd en soms fruit of honing.
In het noorden van Rusland en Zweden kent men een vergelijkbaar gerecht genaamd tolokno in Rusland en skrädmjöl in Zweden.